# Répétiteur
Répétiteur, dal verbo francese répéter che significa "ripetere, ripassare, fare pratica", è un termine utilizzato nell'opera e nel balletto.

## Opera
Répétiteur o maestro accompagnatore o maestro ripassatore è la figura professionale che, con l'utilizzo del pianoforte, si occupa dell'istruzione dei cantanti solisti, o del coro, durante la preparazione di un'opera lirica.
Il ruolo del répétiteur è di essenziale importanza nella preparazione di ogni rappresentazione e si estende spesso oltre le prove di canto. Suonando il pianoforte, guida e prepara i cantanti, sia individualmente che in ensemble, padroneggiando la direzione dell'esecuzione con una conoscenza approfondita della partitura orchestrale e con la capacità di farla rivivere al pianoforte. Aiutando il solista ad approfondire lo spartito, il répétiteur è inoltre fondamentale nella crescita e nella carriera di un cantante.
Molti tra i più noti direttori d'orchestra, come Georg Solti, Riccardo Muti, Antonio Pappano e Valerij Abisalovič Gergiev, hanno iniziato la carriera come répétiteur.

## Balletto
Nel balletto, il répétiteur è una figura che istruisce i ballerini sulle coreografie di una particolare rappresentazione.